# Paul Bunyan

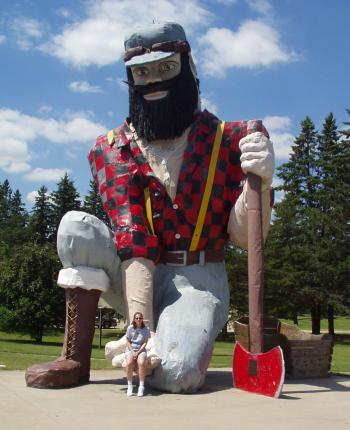
Estátua de Paul Bunyan em Akeley, Minesota.

Paul Bunyan é um lendário lenhador gigantesco que aparece em alguns relatos tradicionais do folclore dos Estados Unidos. Foi criado pelo jornalista norte-americano James MacGillivray. Está relacionado aos estados de Michigan, Wisconsin e Minnesota, onde goza de grande popularidade. 
Dizem que foi um lenhador gigantesco que andava sempre na companhia de Babe, o Boi Azul. Seu grande feito teria sido escavar o Grand Canyon devido a seu tamanho, em um dia que ele passou por ali com seu machado arrastando pelo chão, tendo aberto as famosas fendas do desfiladeiro norte-americano.
 Supostamente, ele tem uma forte relação com o rio Mississipi

## Etimologia
Existem muitas hipóteses sobre a etimologia do nome Paul Bunyan . Muitos dos comentários se concentram em uma origem franco-canadense para o nome. Foneticamente, Bunyan é semelhante à expressão quebequense " bon yenne! " expressando surpresa ou espanto. O sobrenome inglês Bunyan é derivado da mesma raiz que " joanete " no francês antigo bugne , referindo-se a um grande caroço ou inchaço. Vários pesquisadores tentaram rastrear Paul Bunyan até o personagem de Bon Jean do folclore franco-canadense.

## No Folcore Ojibwe
A figura de Bunyan foi adaptada pelo povo Ojibwe ao folclore sobre Nanabozho , um herói cultural dos Ojibwe e Anishinaabe .
Na história, quando Paul Bunyan veio para cortar madeira nas florestas do norte de Minnesota, Nanabozho lutou com ele em defesa da floresta. Eles lutaram por três dias; Nanabozho finalmente deu um tapa em Bunyan com um walleye gigante . Bunyan foi jogado de costas na lama, cuja marca formou Red Lake, Minnesota . Isso é responsável pelo formato distinto do lago e pela preservação da Floresta Nacional de Chippewa e da Área Selvagem de Canoagem de Boundary Waters